# 2b2t
2builders2tools（2b2t）是一個《我的世界》伺服器，於2010年12月建立。它是《我的世界》遊戲中歷史最悠久的「無政府」伺服器，也是所有伺服器中歷史第二久的。此外，2b2t的世界是遊戲中運行時間最長的未更改的地圖之一，自創建以來從未重置過。由於伺服器的無政府性質，毀壞（griefing）和使用外掛經常出現，而且無封禁的威脅。伺服器的預設難度是「困難」，PvP一直生效。至今，伺服器有超過82萬玩家的記錄，存档大小超過22.4TB。新聞媒體把2b2t描述為《我的世界》最惡劣的伺服器，歸因於它的玩家社群和文化。

## 歷史

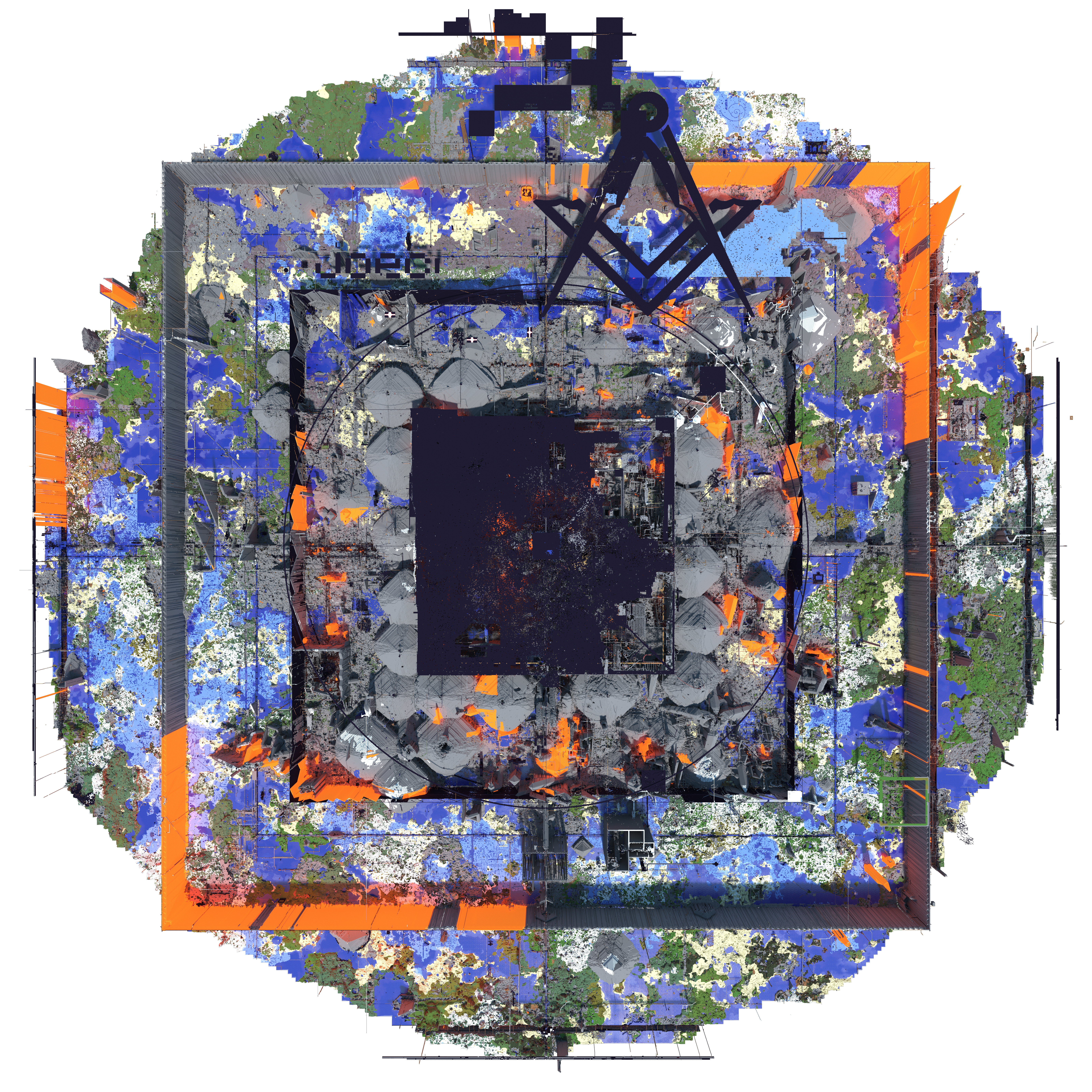
2019年7月重生點區域的鳥瞰圖，方圓4000格，顯示出對地形的極大破壞和修改，包括正方形和一些伺服器內幫派的標誌。

### 起源
2b2t的服主最早是在蓋瑞模組開創一個同名的無政府伺服器，然後在創立此《我的世界》伺服器時引入相同的概念，並給他的一些朋友接手。自從開設伺服器，服主一直隱藏真實身分，最多只被人知道使用者名稱，而玩家群通常把他們稱為「Hausemaster」、「HauseMaster」或「Hausmaster」。2015年，服主接受了Vice訪問，說道：
沒有任何主要理由或宏大想法，它始於2010年底類似其他典型《我的世界》測試伺服器，給我和一些朋友一起玩遊戲……後來我們決定開放它來看一下可帶來多少破壞，並開始在互聯網四處宣傳。
創立不久，伺服器就宣傳到4chan、Facepunch和Reddit等網上論壇。它們的用户受到伺服器的完全自由所吸引，數以百計地加入伺服器。隸屬不同論壇的會員在伺服器攻擊另一方和掠奪另一方的據點。雖最後創始人不再玩Minecraft，但因伺服器已經累積龐大的玩家群，所以繼續營運下去。服主相對下管理得很寬鬆，除非要修復能破壞遊戲的漏洞利用。程序化生成的2b2t地圖，在2013年6月的存档大小據指已超過了500GB。2015年10月存档大小擴大到近乎800GB，要每月用90美元維持伺服器運作。

### 後門事件
新服主掌管2b2t後，部分帶有黑客背景的玩家以協助製作插件的名義欺騙新服主，得到權力後暗地裡製造後門。這些玩家組成了一個秘密組織，「Nerds Inc.」（俗称「憨憨联盟」），坊間稱為「暴君」（Tyranny），目標是竊取伺服器。2015年至2016年，他們開始利用後門，奪取管理員權限，並施行大規模的破壞。到了2016年四月，服主不公開地解決了這場危機，涉事玩家淡出。但玩家群近乎徹底退出了2b2t，認為2b2t已背離了無政府狀態。在六月前，2b2t是一片死寂，繁忙時間也只有3-6人上線。

### 爆紅時代

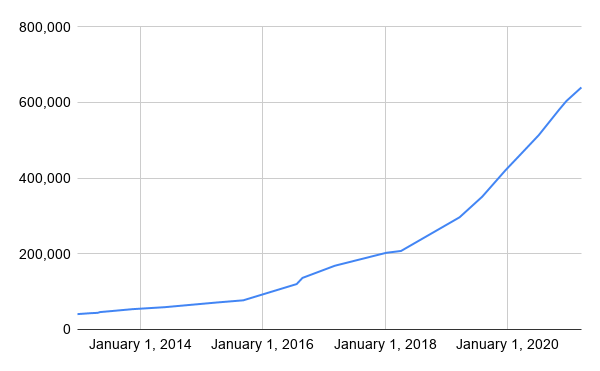
根據服主的資料，2b2t獨立玩家的歷年增長

2016年6月1日，知名歐美YouTuber「TheCampingRusher」拍攝了2b2t生存的題材，使大量觀眾和新玩家湧入伺服器，並根據老玩家暨YouTuber「FitMC」所說，「拯救了2b2t」。這突如其來的玩家潮挑戰到伺服器硬件的極限。有老玩家聚集起來對抗新玩家。縱使新玩家有人數優勢，但敵不過經驗和資源都豐富的老玩家。一些老玩家摧毀了重生點區域，使當地不可居住而且難以逃出，從而嚇退新玩家。又有部分玩家在地圖內建造機關使伺服器過載，令網紅和新玩家難以在這裡遊玩。有些玩家在重生點區域四處擺放淫穢內容，希望這些影片因違反YouTube社區條款而下架。縱使這些網紅已經呼籲追隨者不要破壞伺服器的名勝和據點，他們依然這樣做。這是驅使已有玩家群作出如此反應的其中一個原因。根據Fit所說，這場戰爭也是老玩家為了從根源驅逐後門事件背後的人，將伺服器文化重塑成戰爭文化，以及藉衝突吸引外界，推廣伺服器。
為了應對被淹的伺服器和硬件，服主添加了進入服務器的隊列系統。隊列系統原本可讓早期玩家優先於新玩家，但一年後這優先待遇就取消了。一般隊列速度很慢，並可能有超過一千名玩家在輪候；在這裡等待被描述為“繁重的”事務。玩家可以支付20美元享受另外的「優先隊列」一個月。(已無法購買、使用)根據伺服器官方subreddit，到了2020年11月，2b2t存档大小已高達9TB並來自580,000個獨立玩家。

### Nocom漏洞

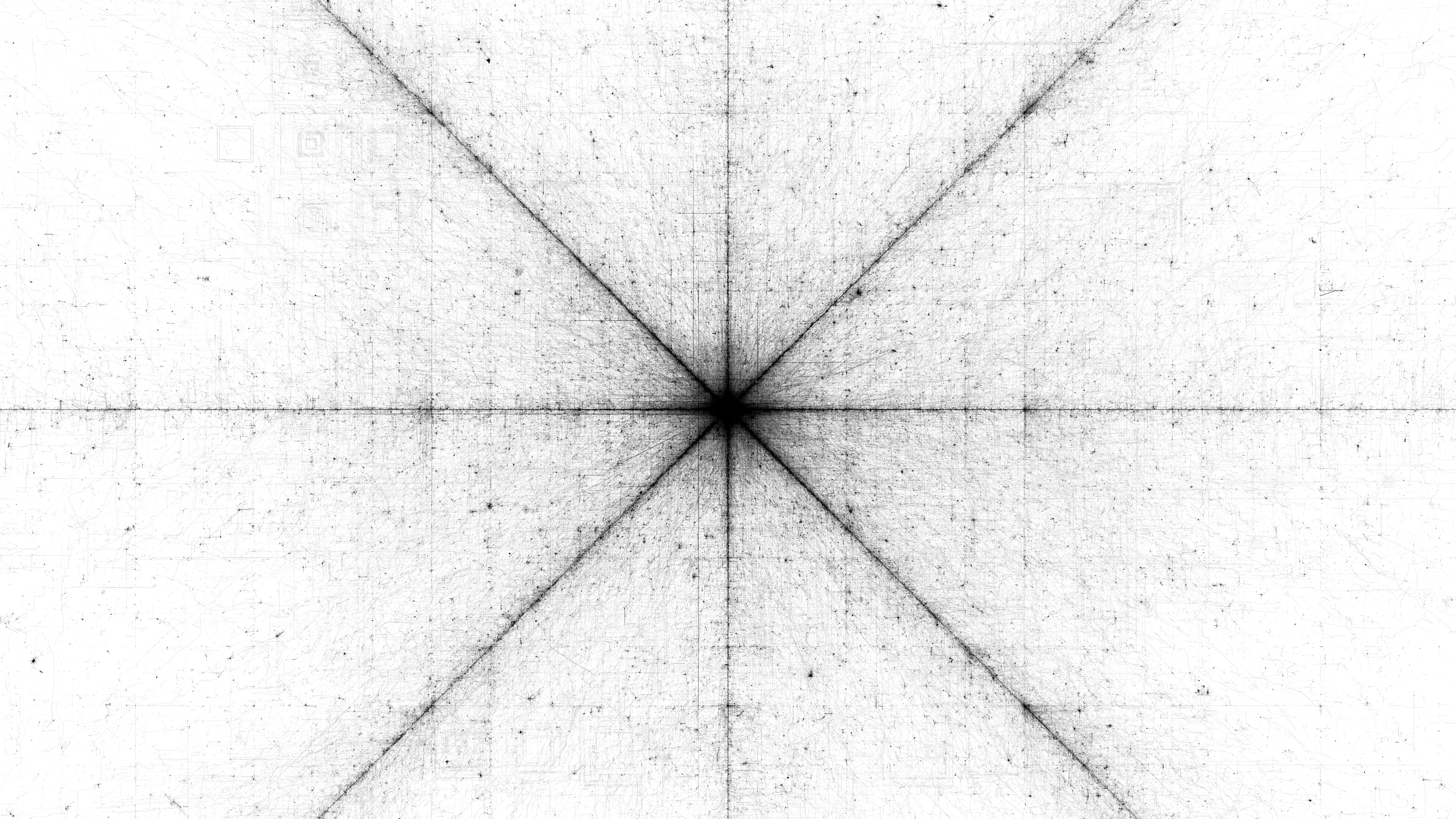
2020年3月至2021年7月透過Nocom漏洞所搜到的資料整合成的熱像圖，以重生點為中心，顯示玩家的活動範圍

2018年，有玩家知道2b2t有漏洞可載入正常不在玩家可視範圍的地點，找來了Nerds Inc.，讓他們將漏洞武器化。他們開始不斷載入大量區域，造成伺服器崩潰，引誘服主在上游伺服器軟件PaperMC提出除錯。這反而造成方位漏洞，使他們可以偵測其他玩家載入的區域，從而知道這些玩家的行蹤。Nerd's Inc.從此得知玩家的實時位置、重要的儲藏物和玩家建築的位置。 他們選擇稱這個漏洞利用為「Nocom」，即「沒有回應」或者稱之爲「不予置評」（No comment），減少玩家們懷疑的機會。
最初漏洞只是原始的追蹤器，利用效率不佳，於是Nerds Inc.找來一位懂得機器學習的工程師，提升Nocom的效能。它變成高效的追蹤器，只要同步區域卸載與玩家離線、區域上載與玩家上線，就鎖定到特定玩家在甚麼位置，而不是單單知道有玩家在那處。它還可以偵測和重構載入區域的人為建築，取得玩家基地的準確位置和構造。
2019年，不正常數量的基地位置遭洩露，同時有一些伺服器著名的基地被毀。2020年，他們透過漏洞掠奪了數量近2億的物品。他們利用假理論以及情感操縱去隱瞞這個漏洞利用的存在，而這一直是真正的元凶。2021年，有一個叫「無限入侵」（Infinity Incursion）的幫派獨立地發現同一漏洞，但利用效力遠差，曾用來在伺服器追蹤FitMC。6月起，其他組織開始認識這漏洞，而隨著漏洞公開，2021年6至7月伺服器出現了大亂。最終，在2021年7月15日，漏洞被修復。三年以來，近2 TB的資料被搜集，15000個基地座標外洩。

### 1.19版本更新
2023年8月14日，2b2t在1.12的版本运行多年后，更新至Minecraft 1.19。服务器的一些更改引起了争议，包括重置已生成的地形、移除或减少玩家物品栏或库存的“软物品经济重置”的措施，引发社区强烈反对。
2023年8月24日，服主Hausemaster为上述更改道歉并解释了他为何做出这些决定。次日，他宣布服务器将暂时回滚到1.12，然后更新到1.19，且不会引入有争议的更改，並且宣佈為不滿意修改而又買了優先隊列的人提供退款。

## 文化

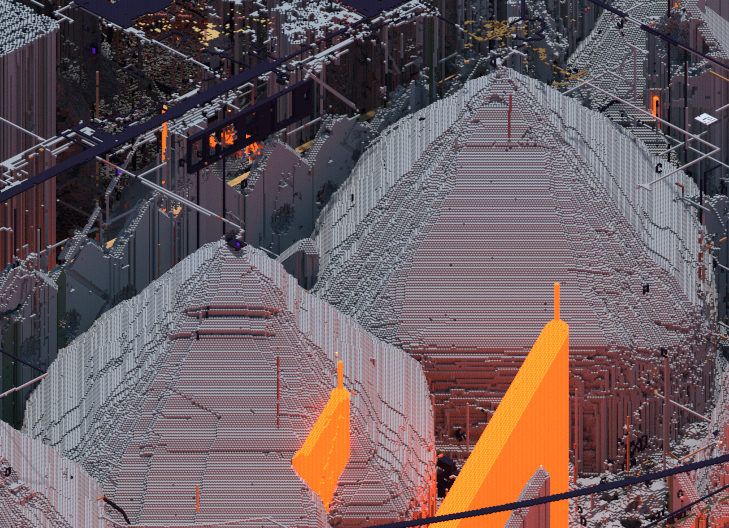
兩座“岩浆生成的（石罩，又称石头山）”，建造來幫助攔住新玩家從重生點區域（左上）逃到地圖其餘部分（右下）

2b2t和一般無政府狀態伺服器的文化就是不友好和虛無主義。玩家通常需要隱藏物資並武裝起來才能生存，並且要有屢屢被殺的心理準備。再加上伺服器預設難度是「困難」以及PvP的生效，使生存變得相當困難。老玩家通常對新玩家懷有敵意，把他們稱作「newfags」。伺服器範圍內的聊天通常出現濫發訊息、充白懶和垃圾話，亦帶有種族歧視語、死亡恐嚇和納粹宣傳。聊天欄也經常出現淫穢網站和尖叫影片的連結。玩家經常騙他人到佈下陷阱的遊戲內地點。玩家之間的共同原則就是不要相信任何人。
陷阱是故意放置在玩家首次加入伺服器的區域周圍的：岩漿坑，著火的區域以及陷阱傳送門導向熔岩或黑曜石封閉區域，迫使玩家斷開並重新連接，再次等待隊列。有些玩家會建造稱為「lava casts」的大型障礙物，用水和岩漿在遊戲中的互動機制疊出參差不齊的石山。這些結構圍繞重生點區域，有不少與地圖的建築高度限制一樣高。這裡偶爾發生稱為「重生點入侵（spawn incursions）」的事件，一群玩家相聚起來控制重生點一段時間，目的可以是建立大型基地、殺戮新玩家，又或者摧毀其他據點。 沒有經驗的玩家可能需要許多嘗試和許多時間才能逃脫重生點區域。伺服器上最常見的死亡原因就是困在重生點區域而餓死。玩家或能夠持續走約1500格而缺乏食物並最終餓死。《新聞週刊》編輯Roisin Kiberd推測，忍受挑戰可能是2b2t的吸引力之一：因為「沒人能活得久，能在這裡死去是光榮。（Nobody survives for long, there is a pride in having died there.）」 
遠離重生點區域的有經驗玩家可以相對上安全地玩遊戲並進行構建。遠離重生點區域的地方較少受破壞，並留有樹木和動物。玩家建造的道路可用來走出重生點區域。伺服器並不存在私有財產權這回事；建造出的任何東西只要被發現，都可能隨時被銷毀。毀壞（Griefing）在伺服器是閒事，Brendan Caldwell在文章《Rock, Paper, Shotgun》指它就如「一種天氣。」儘管存在這種敵對和破壞性的文化，但每個愚人節這裡都有一個活動，伺服器將換為另一張地圖幾天，而玩家可以聚集在一起進行合作。
玩家經常使用外掛（俗称“科學家”、hacked client），這是Minecraft的改良版，具有默認遊戲客戶端中沒有的功能，例如X射線視覺（俗称矿透，即矿物透视）、自動瞄準（AimBot）以及雷達（Radar）。這些客戶端大大幫助玩家行走於環境並生存。沒有這些客戶端的玩家處於不利地位。儘管在伺服器內使用外掛沒有懲罰，但不表示服主不會反外掛，就是使外掛功能失效。失效功能的例子有加速技術（EntitySpeed）、鞘翅平飛（ElytraFlight）等等。

## 渲染图

截至2017年末，2b2t已生成区域的渲染图，显示了向世界中心的内部逐步被破坏的各种区域。渲染图展示了服务器地图的X轴方向（西边），距离地图中心400-3000个方块的范围。
2020年2月从地图相同的角度进行的渲染，与左侧的渲染图相比，展示了已生成区域的破坏程度是如何随着时间的推移而大大增加的
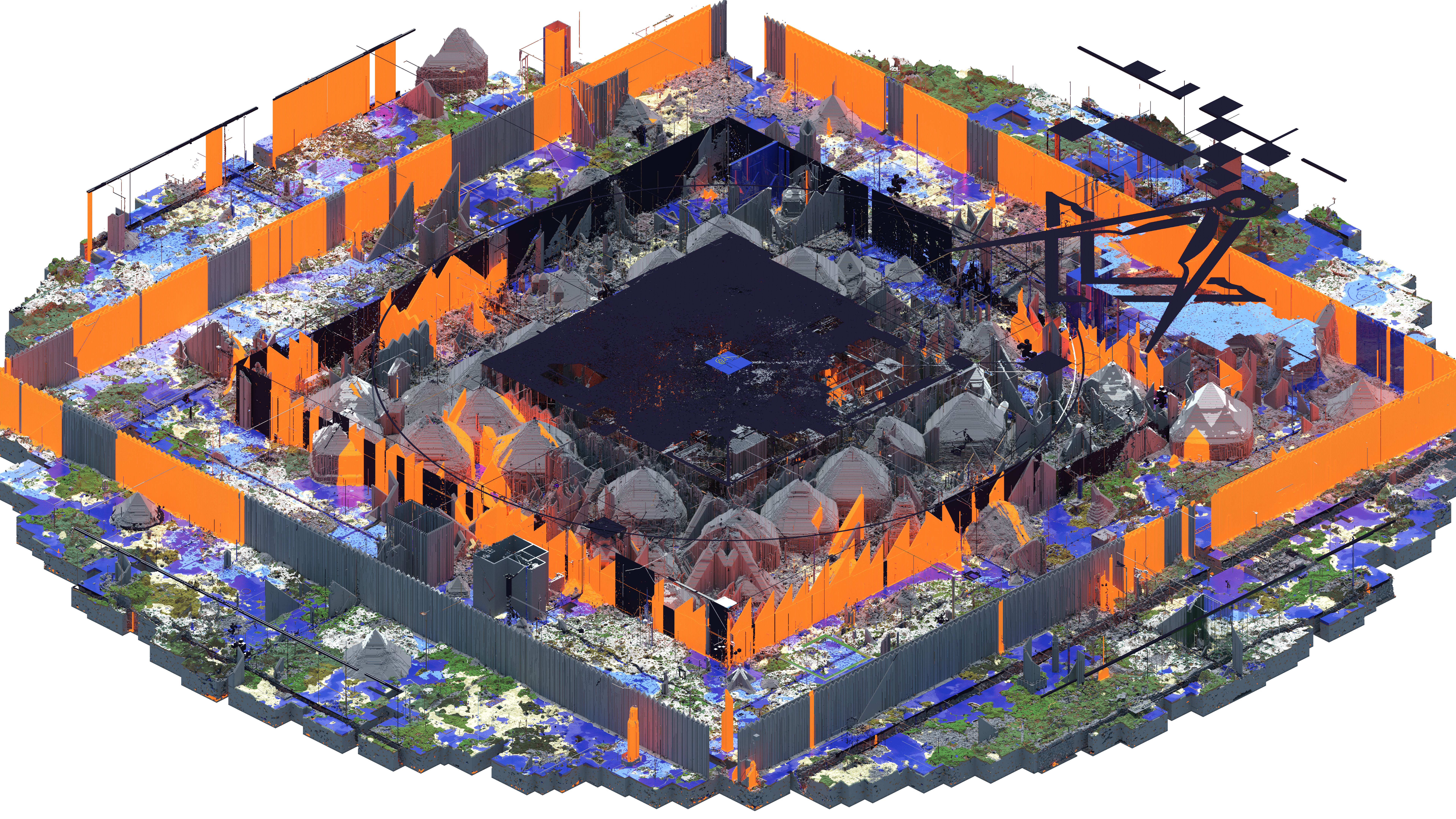
截至2019年6月，2b2t服务器已生成区域的渲染图，为本条目历史一栏中所提供的鸟瞰图的侧视图